# نكسس ون
نكسس ون (بالإنجليزية: Nexus One)‏ هو هاتف ذكي انتجته جوجل بالتعاون مع إتش تى سى طرح في الخامس من يناير عام 2010 في مؤتمر صحفي عقدته غوغل لذلك. يحوي نكسس ون على نظام تحويل الصوت إلى كتابه ازالة التشويشات في التسجيل بالإضافة إلى التوجيهات الصوتية أثناء القيادة.
يتم بيع نكسس ون فري سيم (غير محتكر لشركة اتصالات واحده)
الجهاز يستعمل نظام أندرويد 2.2 لكنه من تطوير جوجل.

## مزايا الجوال
- سرعة المعالج 1 غيغا هيرتز مع ذاكرة رام 512 ميغا بايت مما يضمن حداً أدنى لتوقف الجوال عن الاستجابة
- ذاكرة داخلية قابلة للتوسع ببطاقات مايكرو إس دي لتصل إلى 32 غيغا بايت
- يحتوي على كرة تحكم لتغطي دور الماوس
- شاشة لمس سعوية بتقنية عرض شاشة المصفوفة العضوية النشطة ذات الصمام الثنائي الباعث للضوء ودقة عالية 800 × 480
- كاميرا 5 ميكا بيكسل وتصوير فيديو بدقا D1 أي 720 × 480
- تصفح سريع للإنترنت عبر البروتوكول HSDPA وبواسطة متصفح إنترنت آندرويد
- تحديد الموقع الجغرافي بواسطة نظام تحديد المواقع العالمي المساعد (بالإنجليزية: جي بي إس مساعد)‏ مع تطبيق خرائط غوغل وبوصلة رقمية

## السلبيات
- بعض التقارير تفيد أن شاشة العرض غير واضحة ويصعب رؤيتها في ضوء الشمس المباشر[بحاجة لمصدر]
- بالرغم من أن شاشة الجوال من النوع اللمس إلا أنها لا تؤمن ميزة التحكم باللمس المتعدد لكن يمكن جعل الهاتف يدعمها عن طريق ترقية للهاتف

## وصلات خارجية
- الموقع الرسمي
- مواصفات نكسس ون وتقييمه